# Сан Марко ин Ламис
Сан Марко ин Ламис (итал. San Marco in Lamis) је насеље у Италији у округу Фођа, региону Апулија.
Према процени из 2011. у насељу је живело 13388 становника. Насеље се налази на надморској висини од 559 м.

## Становништво
Према резултатима пописа становништва 2011. у општини је живело 14.218 становника.
| 1931.  | 1936.  | 1951.  | 1961.  | 1971.  | 1981.  | 1991.  | 2001.  | 2011.  |
| ------ | ------ | ------ | ------ | ------ | ------ | ------ | ------ | ------ |
| 19.342 | 19.608 | 21.792 | 19.014 | 16.258 | 15.445 | 15.221 | 15.739 | 14.218 |

## Партнерски градови
- Акадија